# Jerzy z Athosu
Jerzy (gruz.:გიორგი მთაწმინდელი; ur. 1009 w Traleti, zm. 29 czerwca 1065 w klasztorze Stoudios) – gruziński święty mnich prawosławny.

## Życiorys
Był kuzynem późniejszego świętego mnicha Jana z Athosu i bratem ciotecznym Eutymiusza z Athosu. Urodził się jako jedno z pięciorga dzieci. Jego rodzice, jeszcze przed jego urodzeniem, według hagiografii pod wpływem snu matki, postanowili przeznaczyć syna do stanu duchownego. W wieku siedmiu lat chłopiec (podobnie jak jego siostra Tekla) został oddany do żeńskiego monasteru Tadzrijsk pod szczególną opiekę jego przełożonej, ihumeni Sabiany. Tam chłopiec zapoznawał się z Pismem Świętym, wykazując znaczne zdolności do nauki. W związku z tym został przeniesiony do monasteru Chachuli, gdzie mnichami byli dwaj jego starsi bracia. Pod kierunkiem mnicha Hilariona odbierał dalszą edukację oraz przygotowywał się do złożenia ślubów zakonnych.
Jerzy opuścił monaster, gdy jego wuj Jerzy, również mnich, otrzymał propozycję objęcia funkcji doradcy na dworze zarządcy Trialetii Feroza, i postanowił zabrać krewnego ze sobą. Młodzieniec pozostawał na dworze przez kilka lat. Następnie razem z Ferozem i jego rodziną wyjechał do Konstantynopola. Tam zarządca został oskarżony o zdradę państwa i stracony; Jerzy mógł jednak pozostać w jednym z miejscowych klasztorów i kontynuować naukę filozofii i retoryki. Do Iberii wrócił po dwunastu latach. Dowiedziawszy się o śmierci matki, udał się ponownie do klasztoru Chachuli i złożył w nim wieczyste śluby mnisze, zachowując dotychczasowe imię.
Po pewnym czasie przebywania w monasterze Jerzy postanowił zostać pustelnikiem. W tajemnicy uciekł z klasztoru i wyruszył do Ziemi Świętej, po drodze zatrzymując się w różnych wspólnotach mniszych. Dotarł do położonej w pobliżu Antiochii Dziwnej Góry, gdzie funkcjonowało kilka klasztorów; zatrzymał się tam na trzy lata, żyjąc pod kierunkiem mnicha Jerzego Pustelnika. Przed nim złożył śluby wielkiej schimy. Dopiero później udał się do Jerozolimy, a następnie wrócił na Dziwną Górę. Tam Jerzy Pustelnik nakazał mu dokonanie przekładu Pisma Świętego z języka greckiego na język gruziński. Nakazał mu również udanie się do klasztoru Iwiron na górze Athos, by kontynuować prace nad tłumaczeniami ksiąg cerkiewnych rozpoczęte przez tamtejszego mnicha Eutymiusza. Jerzy udał się na Athos, lecz tam, z pokory, nie ujawnił zdobytego wcześniej wykształcenia, ani też nie zgodził się na przyjęcie święceń kapłańskich. Po siedmiu latach Jerzy Pustelnik dowiedział się, że jego uczeń nie podjął jeszcze wyznaczonej mu pracy translatorskiej, toteż wysłał do Iwironu mnicha Teodora, by ten w jego imieniu upomniał go za nieposłuszeństwo. Jerzy zgodził się wówczas zostać wyświęconym na kapłana. Następnie powierzono mu w klasztorze funkcję opiekuna głównej świątyni (katolikonu) oraz kierownika chóru mnichów. Funkcję tę pełnił do 1043, gdy ostatecznie zdecydował się na podjęcie prac tłumaczeniowych.
W 1044 mnisi w drodze losowania wybrali Jerzego na przełożonego klasztoru Iwiron, którą to funkcję mnich przyjął z niechęcią. Zaostrzył wówczas stosowane już wcześniej środki ascezy, sporządził żywoty Jana i Eutymiusza z Athosu, przeprowadził budowę nowego katholikonu i umieścił w nim szczątki mnichów, którzy pracowali nad przekładami tekstów liturgicznych na język gruziński. W 1050 duchowny udał się do Konstantynopola, by prosić cesarza o wsparcie finansowe budowy katholikonu. Uzyskał pozytywną odpowiedź; ponadto w czasie pobytu w Bizancjum spotkał się z goszczącymi w stolicy królem Iberii Bagratem IV i jego matką Marią. Odrzucił jednak ich propozycję, by wrócić do kraju i objąć katedrę biskupią w Czkondidi.
W 1056 Jerzy czasowo przekazał zarząd Iwironu innemu mnichowi, by odwiedzić swojego dawnego opiekuna duchowego Jerzego Pustelnika i zasięgnąć u niego rady, czy winien wrócić do prac przekładowych, czy też nadal wykonywać pochłaniające mu większość czasu obowiązki przełożonego klasztoru. Jerzy nakazał mu powrót na Athos, jednak zanim to nastąpiło, mnich spędził kilka lat na Dziwnej Górze i w klasztorze Kallipost, skupiając się na swoich tłumaczeniach.
W 1060 Jerzy udał się do Iberii, by na prośbę króla Bagrata IV oraz Katolikosa Iberii uporządkować wewnętrzną sytuację Gruzińskiego Kościoła Prawosławnego. Kontynuował przy tym prace przekładowe. Po pięciu latach, w drodze powrotnej na Athos, mnich zmarł. Został pochowany w 1066 w klasztorze Iwiron.